# Pyrrhura picta
Il conuro variopinto (Pyrrhura picta (Statius Müller, 1776)), noto anche come parrocchetto pittato, è un uccello della famiglia degli Psittacidi.

## Descrizione
Bel pappagallo dai colori caldi, ha taglia attorno ai 23 cm e si presenta con il piumaggio base verde, più scuro sulle parti superiori, con fronte azzurra, guance rosso mattone sfumate in azzurro, zona periauricolare bianca argentea, collo e petto con la scagliatura tipica molto evidente per il contrasto nero e giallo delle penne e delle piume. Lo scudo ventrale, rossastro, è ben definito, così come evidenti sono i segni rossastri su groppone e coda; le remiganti sono blu. Ha un anello perioftalmico chiaro, iride marrone, becco nerastro e zampe grigie rosate.

## Distribuzione e habitat
Ha un areale ampio che comprende le Guyane, il Venezuela, l'intero bacino del Rio delle Amazzoni, il Perù nord-orientale e il nord della Bolivia. Esistono poi due popolazioni isolate localizzate nel nord della Colombia. Ampiamente diffuso in natura, tranne che in Colombia, è invece raro in cattività dove mal si adatta.

## Biologia
Vive in stormi nella foresta tropicale primaria, nutrendosi di bacche, noci, semi e frutta e talvolta integrando la dieta con larve e insetti. 
La stagione riproduttiva inizia attorno al mese di febbraio in Colombia e ad agosto in Bolivia; una normale covata prevede una deposizione di 3-4 uova.

## Tassonomia
Il Congresso Ornitologico Internazionale (2018) riconosce le seguenti sottospecie:
- Pyrrhura picta picta (Statius Müller, 1776)
- Pyrrhura picta caeruleiceps Todd, 1947
- Pyrrhura picta eisenmanni Delgado, 1985
- Pyrrhura picta subandina Todd, 1917

In passato venivano incluse tra le sottospecie anche alcune entità ora elevate al rango di specie a sé stanti:
- Pyrrhura picta amazonum = Pyrrhura amazonum
- Pyrrhura picta lucianii = Pyrrhura lucianii
- Pyrrhura picta roseifrons = Pyrrhura roseifrons